# Clement Dodd
Clement Seymour „Sir Coxsone“ Dodd (26. ledna 1932 – 5. května 2004) byl jamajský hudební producent, zakladatel Studio One. Podílel se na rozvoji jamajské hudby všech forem od ska, rocksteady, reggae, dubu a dancehallu. Jeho osudovým soupeřem byl Duke Reid.

## Začátky v hudebním průmyslu
Dodd se začal hudbě věnovat v polovině padesátých let minulého století, kdy provozoval soundsystém The Downbeat poblíž obchodu svých rodičů. Postupem času začal s cíleným nahráváním domácích interpretů, zprvu ve snaze napodobit americké r'n'b. Tyto rané nahrávky nebyly určeny k běžnému prodeji a Dodd je přehrával exkluzivně na diskotékách. Teprve po čase došlo ke změně této praxe a nahrávky se dostaly do běžného prodeje. Zhruba ve stejné době se vyprofiloval osobitý hudební styl ska a Dodd, jenž v roce 1963 založil na Brentford Road v Kingstonu Studio One, se stal jedním z jeho průkopníků.

## Hudební inovace v šedesátých letech
Ve svém studiu často používal jako doprovodné hudebníky členy The Skatalites. K jeho nejznámějším vokalistům patřili Bob Andy, Jackie Opel, Bob Marley, Marcia Griffiths, Ken Boothe, Alton Ellis, John Holt a další. Po roce 1965 opadla horečka okolo ska a do centra pozornosti se dostal nový hudební žánr rocksteady. Přestože v éře rocksteady nedosáhl takových úspěchů, zůstal předním jamajským producentem a svou pozici ještě posílil v roce 1968 s nástupem reggae.

## Pozdější kariéra
S příchodem nové generace producentů, zejména Joe Gibbse, Bunny Lee, Lee Perryho a dalších, ztratil Coxsone svou vedoucí úlohu, přestože až do začátku osmdesátých let vyprodukoval řadu pozoruhodných desek. Ačkoli tuto informaci nikdy oficiálně nepotvrdil, předpokládá se, že pod pseudonymem Specialist vydal několik dubových alb. Se zhoršující bezpečnostní situací na Jamajce se však rozhodl přestěhovat do New Yorku a jeho vliv definitivně upadnul. Ačkoli se produkci věnoval až do své smrti (v devadesátých letech se dokonce vrátil na Jamajku), velkých úspěchů již nedosáhl.